# 10.32
10.32 is een Nederlandse zwart-witfilm uit 1966 van Arthur Dreifuss met in de hoofdrollen Linda Christian, Eric Schneider en Bob de Lange. De film heeft als internationale titels 10:32 in the Morning en Murder in Amsterdam en is gebaseerd op een scenario van Leo Derksen en Arthur Dreifuss.

## Verhaal
Tijdens een bezoek aan een nachtclub probeert de jonge kunstschilder Peter Hartman ongemerkt via het toilet te ontsnappen om een bezoek te brengen aan het kantoor van advocaat Martens, de oude, welvarende echtgenoot van Ellen Martens, die meer aandacht besteedt aan zijn werk dan aan zijn vrouw. Terwijl Peter in Martens' kantoor door diens spullen zoekt, wordt hij verrast door een inval van de politie. Naast hem op de grond ligt het lijk van Martens; Peter is de hoofdverdachte. Inspecteur Stroomer en Hofland zijn overtuigd van zijn schuld, maar Peter wil geen woord loslaten. Peter en Ellen beweren dat ze elkaar niet kennen, maar als Stroomer in Peters appartement een portret van Ellen vindt, weet hij dat ze liegen.
Ellen wordt terug naar het bureau gebracht voor verhoor. In flashbacks vertelt ze haar verhaal. Ze leerde Peter kennen op straat, tijdens een bezoek aan kunsthandelaar Blom. Hij achtervolgde haar door de stad en in haar landhuis chanteerde hij haar met compromitterende foto's waar zij op staat. Ellen wilde niet dat haar man deze foto's zag en bood hem 1000 gulden. Hij eiste echter hulp bij het inbreken van de brandkast van haar man. Bovendien zette hij haar ertoe aan naakt te poseren voor een schilderij en viel hij haar constant lastig in het openbaar. Ellen had er na verloop van tijd genoeg van en brak in zijn appartement in, op zoek naar het schilderij en de negatief van de foto, maar ze werd betrapt door Peter. Hij dreigde haar portret in een etalage te hangen, tenzij ze hem onmiddellijk hielp bij het inbreken in de brandkast. Terwijl hij daarheen onderweg was belde zij de politie, waarna hij werd gearresteerd.
Inspecteur Stroomer gaat uit op onderzoek om te controleren of Ellens verhaal klopt. Hij komt na een bezoek aan kunsthandelaar Blom tot de conclusie dat Ellen niet de waarheid sprak. Bovendien krijgt hij van Van Dijk, een compagnon van de familie Martens, te horen dat Ellen en Peter een affaire hadden. Overigens blijkt de chantagefoto waar Ellen over sprak geen compromitterende foto te zijn. Ten slotte komt hij erachter dat het tijdstip en de plek waarvandaan Ellen belde naar de politie dubieus is. Stroomer keert terug naar het bureau, waar hij de verhouding ter sprake brengt. Peter, die tot op het heden weigerde een woord los te laten om zo Ellen te beschermen, doet eindelijk zijn verhaal.
Hij beweert dat Ellen degene was die hem achtervolgde en dat er nooit sprake was van chantage. Volgens hem zou zij uit zichzelf het voorstel hebben gemaakt voor het maken van een naaktportret van haar. Dit resulteerde in een verhouding, waar abrupt een eind aan kwam toen Ellen besloot trouw te blijven aan haar man. Maar kort daarop nam ze weer contact met hem op en vertelde ze dat ze een pistool had gevonden in de kamer van haar man. Sindsdien was ze bang dat hij haar zou vermoorden. Ellen vroeg Peter om hulp om in te breken in Martens' brandkast, waar papieren liggen die haar kunnen helpen bij een scheiding. Tijdens het zoeken naar deze papieren werd Peter verrast door de politie en pas toen zag hij voor het eerst het lijk van Martens.
Uit nader onderzoek blijkt dat de 'chantagefoto' met dezelfde camera is gemaakt als een intiem vakantiekiekje van Ellen en Van Dijk. Hoewel het niet duidelijk is of Ellen vrijwillig of onder dwang een affaire heeft gehad met Van Dijk, wordt duidelijk dat Martens is vermoord door Van Dijk, die nadien samenspande met Ellen om haar minnaar Peter te laten opdraaien voor de moord.

## Rolbezetting
| Acteur            | Personage           |
| ----------------- | ------------------- |
| Linda Christian   | Ellen Martens       |
| Bob de Lange      | Inspecteur Stroomer |
| Eric Schneider    | Peter Hartman       |
| Wim van den Brink | Lex Martens         |
| Wim de Haas       | Van Dijk            |
| Rudi West         | Inspecteur Hofland  |
| Gerard de Groot   | Anton Smit          |
| Nico Schomakers   | Barkeeper           |
| Linda van Dyck    | Marijke             |
| Teddy Schaank     | Verkoopster         |
| Lex Goudsmit      | Max                 |
| Louis Borel       | Verkoper Blom       |
| Willem Sibbelee   | Meneer Hof          |

## Muziek
- Dolf van der Linden
- Joop Portengen (originele beatmuziek)
- Daniella, Eddy Jones and the Explosions

## Productie en ontvangst
Producent Joop Landré had een grote som geld gekregen van miljonair Veder voor filmdoeleinden. 10.32 was het vijfde en laatste project dat van dit geld werd gefinancierd. In de hoop een professionele thriller te maken, huurde hij een Amerikaanse regisseur en hoofdrolspeelster in. Bij goede kritieken zou de film worden nagesynchroniseerd in het Engels voor de internationale markt. De regisseur, Arthur Dreifuss, was niet tevreden met het oorspronkelijke script, waarin de moord werd gepleegd door de jonge kunstschilder, en tijdens herschrijvingen kwam het uiteindelijk tot een breuk met Leo Derksen, de schrijver van het originele verhaal.
De film heeft alle stijlkenmerken van de film noir en was het debuut van actrice Linda van Dyck.
10.32 ging in première op 27 januari 1966 in Theater Lumiere in Rotterdam. Toon Hermans, staatssecretaris Cees Egas, Mr. Maarten Vrolijk en  de Bisschop van Rotterdam Martinus Jansen waren onder de vele genodigden. De acteurs en actrices kregen na afloop een langdurig en ovationeel applaus. 
De film kreeg over het algemeen een positieve ontvangst, maar was geen publiekstrekker. Bob
de Lange en Eric Schneider werden door de pers geprezen. Minder was men te spreken over het acteerwerk van Linda Christian. De film bevat een erotische scene waarin Linda Christians borsten worden bedekt door een doorzichtig kleedje, tot twee centimeter boven haar tepels. "Het schemerbloot van Linda is nergens prikkelend", schreef het Parool. Dagblad de Tijd noemde het een slechte politiefilm en sprak over een "verouderde stijl van filmen". De Telegraaf schreef: "Degelijk vakwerk van Dreifuss" en "pretentieloze amusementsfilm". 
De katholieke filmkeuring oordeelde over de film: 'De makelij is overwegend routineus-bekwaam.' Het Twentsch Dagblad was zeer enthousiast en noemde het "Een der geslaagdste Nederlandse films die ooit zijn gemaakt". Het destijds nieuwe filmtijdschrift Skoop beoordeelde de film met een onvoldoende. Het Parool noemde het een B-film, met goede acteerprestaties van Bob de Lange en Eric Schneider. Het Algemeen Dagblad noemde het "Pretentieloos amusement op aanvaardbaar niveau. Een goed sluitende en hecht in elkaar getimmerde vertelling, die zich langzaam naar een beslist niet onaardige ontknoping toe werkt. Eddy van den Ende voert op voortreffelijke wijze de camera". Het Nieuwsblad van het Noorden schreef: "Dreifuss heeft bewust een film willen maken, die een groot publiek - ook buiten Nederland - anderhalf uur lang zou kunnen boeien. Een streven, waarin hij volledig is geslaagd".
Nadien gaf Landré toe dat hij te weinig lef had gehad. Hij vertelde: 'Ik had die Linda Christian spiernaakt op het doek moeten zetten, dan was er veel meer over te doen geweest. Er had veel meer seks in moeten zitten.' De film bracht 60.000 gulden op, tegenover een budget van 540.000 gulden en betekende het einde van Landré's activiteiten als filmproducent. 
10.32 werd in 2006 op DVD uitgebracht in de reeks Nederlandse Filmklassiekers (TDM F 5267). 
1896-1909 · 1910-19 · 1920-29 · 1930-39 · 1940-49 · 1950-59 · 1960-69 · 1970-79 · 1980-89 · 1990-99 · 2000-09 · 2010-19
· 2020-29